# Савицький Микола Петрович
Микола Петрович Савицький (1 червня 1867 — 1941, Прага, Чехословаччина) — голова чернігівської губернської земської управи (1906—1915), член Державної Ради Російської імперії по виборах (1 вересня 1915 — 1 травня 1917), небіж Степана Савицького, Чернігівський губернський староста, товариш міністра внутрішніх справ Української Держави.

## Біографія
Православний, з потомственних дворян козацько-старшинського походження, поміщик Кролевецького повіту на Чернігівщині (родовий маєток у співволодінні з братом — 620 десятин).
Закінчив Петровський Полтавський кадетський корпус (1884) та 3-тє військове Олександрівське училище (1886), звідки був випущений прапорщиком у Бобруйську фортечну артилерію. У 1887 році вивчав електричні апарати на Санкт-Петербурзькому зброярному заводі. У 1889 році був зарахований у списки Фортечного артилерійського управління та призначений завідувачем лабораторії. Того ж року підвищений у військовому званні до поручика.
У 1892 році вийшов у запас та поселився у своєму маєтку, де присвятив себе громадській діяльності. Обирався гласним Кролевецьких повітових та Чернігівських губернських земських зборів (1892—1901), почесним мировим суддею від Кролевецького повіту (1896—1901). В 1892—1896 роках був земським начальником того ж повіту. В 1896—1899 роках був Кролевецьким повітовим маршалком шляхти (дворянства) по виборах. У 1899 році призначений Річицьким повітовим маршалком шляхти, а 1903 року — переведений на ту ж посаду в Гомельський повіт, звідки був звільнений в 1906 році за власним проханням.
11 грудня 1906 року обраний головою Чернігівської губернської земської управи (перебував на цій посаді до 1915 р., поки не був обраний в Державну Раду Російської імперії), з 1908 року рахувався також членом Ради у справах місцевого господарства при МВС. У 1911 році отримав звання дійсного статського радника за відмінну службу. Був головою гомельського повітового та чернігівського губернського комітетів «Союзу 17 жовтня».
1 вересня 1915 року обраний членом Державної Ради Російської імперії від чернігівського земства замість графа Володимира Мусіна-Пушкіна. Входив до складу групи центру. Був членом економічної та у справах торгівлі і промисловості комісій. З 1915 також був чиновником з особливих доручень Переселенського управління міністерства землеробства, уповноваженим того ж таки міністерства по закупівлі продовольства на потреби армії під час Першої світової війни, а також уповноваженим голови Особливої наради для обговорення і об'єднання заходів у продовольчій справі в Чернігівській губернії. 27 лютого 1916 року був обраний від Державної ради членом-заступником цієї наради.
Після Лютневої революції 24 березня 1917 року був призначений головним начальником Архангельська та Біломорського водного каналу. З 13 травня по 28 червня 1918 року (за Гетьманату) — губернський староста Чернігівщини, товариш міністра внутрішніх справ. Пізніше входив до складу «Російської ради» при генералі баронові П.Врангелю. Після поразки білогвардійського руху від більшовиків емігрував в Чехословаччину, оселився в Празі. В 1926 році був делегатом від Чехословаччини на Російському закордонному з'їзді.
Помер 1941 року на еміграції у Празі. Похований на Ольшанському цвинтарі.

## Родина
Був одружений з Уляною Андріївною Ходот (1866—1944). Мали трьох дітей:
- Петро (1895—1968) — російський географ, економіст, геополітик, культуролог.
- Георгій (нар. 1898).
- Ганна (Анна) (нар. 1900).

## Нагороди
- Орден Святої Анни 2-го ст. (1902).
- Орден Святого Володимира 4-го ст. (1909).
- Три медалі.